# Plasser & Theurer
Плассер унд Тойрер (нем. Plasser & Theurer) — австрийская компания, специализирующаяся на производстве машин, оборудования и инструментов для строительства, текущего содержания и ремонта железнодорожных путей и контактной сети.

## История
Компания основана в 1953 году. Штаб-квартира в Вене. Основное производство в Линце. С начала 1980-х годов сотрудничает с железными дорогами СССР.

## Филиалы

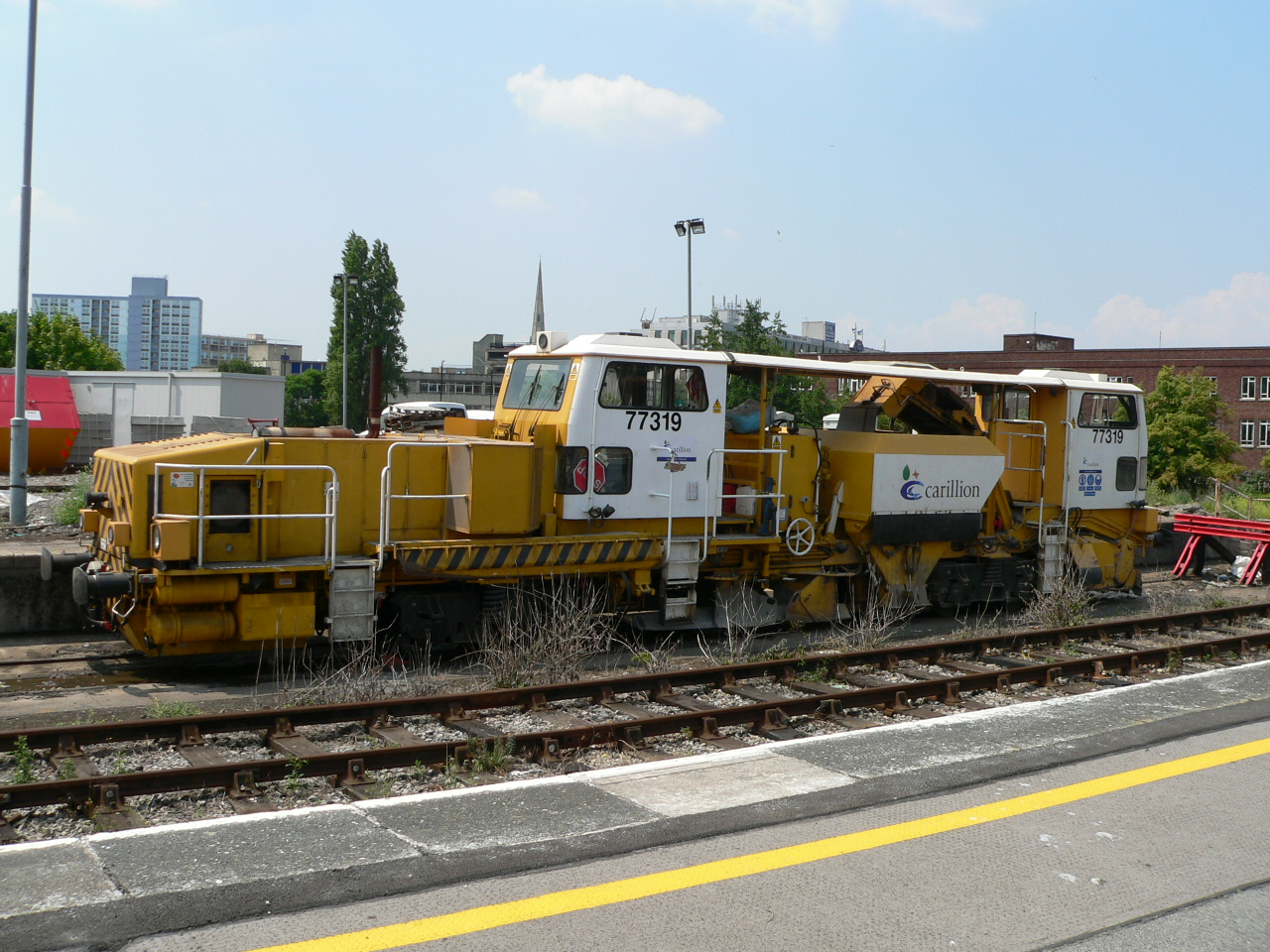
Балластораспределительная машина USP 5000 C

Компания имеет свои филиалы в 15 странах мира:
- Австралия — Plasser Australia Pty Ltd
- Бельгия — Framafer
- Бразилия — Plasser do Brasil Comercio
- Великобритания — Plasser UK Ltd.
- Германия — Deutsche Plasser Bahnbaumaschinen GmbH.
- Гонконг — Plasser Far East Ltd.
- Дания — Plasser Scandinavia Ltd.
- Индия — Plasser India Pvt. Ltd
- Испания — Plasser Espanola S.A.
- Италия — Plasser Italiana S.r.l.
- Канада — Plasser Canada Inc.
- Мексика — Plasser Mexicana S.A. de C.V.
- Россия — Plasser Texparo
- Казахстан — ТОО «Сервис Плассер Казахстан»
- США — Plasser American Corporation
- ЮАР — Plasserail—Plasser Railway Machinery (South Africa) (Pty) Ltd
- Япония — Nippon Plasser K.K.
- Пакистан — Service Plasser Pakistan

## Продукция
Компанией созданы производительные модели выправочно-подбивочно-рихтовочных, выправочно-подбивочных и отделочных, шпалоподбивочных, щебнеочистительных и балластоочистительных, рихтовочных машин, машин для смены шпал и рельсов, стабилизаторов пути, железнодорожных кранов, путеизмерителей, вагонов-дефектоскопов, автомотрис, специальных самоходных подвижных составов и других технических средств.
Значительная часть продукции экспортируется.